# 24. červen
24. červen je 175. den roku podle gregoriánského kalendáře (176. v přestupném roce). Do konce roku zbývá 190 dní. Svátek má Jan.

## Události

### Česko
- 1276 – Římský král Rudolf Habsburský obvinil českého krále Přemysla Otakara II. z porušení lenního svazku a uvalil na něj říšskou klatbu s výzvou k povstání v zemích, v nichž Přemysl panoval (tzv. Aberacht).
- 1434 – Zahájen valný sněm českých a moravských stavů.
- 1922
  - Lanová dráha na Letnou v Praze byla formálně zrušena (mimo provoz byla od 11. listopadu 1916).
  - Automobilová závodnice Eliška Junková (za svobodna Alžběta Pospíšilová) se vdává za Vincenta Junka.
- 1928 – V Praze na Petříně otevřena Lidová hvězdárna (dnes Štefánikova)
- 1942
  - Nacisté vyhladili osadu Ležáky na Chrudimsku za pomoc jejích obyvatel při atentátu na Heydricha. 32 lidí bylo zavražděno, 11 odvlečeno, po válce se objevily jen dvě děti.
  - Zástupci všech českých divadel byli pod výhrůžkou nejpřísnějšího trestu svoláni do Národního divadla v Praze, aby demonstrovali věrnost Hitlerově říši.
- 1947 – Československá vláda ustavila komisi, která měla připravit rozhodnutí o Marshallově plánu.
- 1959 – AZNP Mladá Boleslav vyrobily stotisící vůz typové řady Škoda 440/Škoda Octavia, exemplář putoval zákazníkovi z Helsinek.
- 1965 – Pro veřejnost se otevřel Plavecký stadion Podolí.
- 1968 – Schůze Národního shromáždění schválila zákon o soudní rehabilitaci osob, nespravedlivě odsouzených v 50. letech, a zrušila cenzuru.
- 1981 – Podepsána Smlouva o přátelství a spolupráci mezi ČSSR a Afghánskou demokratickou republikou.
- 1995 – Při nejtragičtější železniční nehodě u Krouny v porevolučním Česku zahynulo 19 lidí.
- 1999
  - V Karlových Varech bylo otevřeno nově opravené Divadlo Vítězslava Nezvala.
  - Premiér Miloš Zeman oznámil, že bývalý ministr zahraničí Josef Zieleniec uplácel novináře.
- 2021 – Tornádo o síle F4 zasáhlo obec Hrušky, Lužice, Mikulčice, Moravskou Novou Ves a město Hodonín.

### Svět

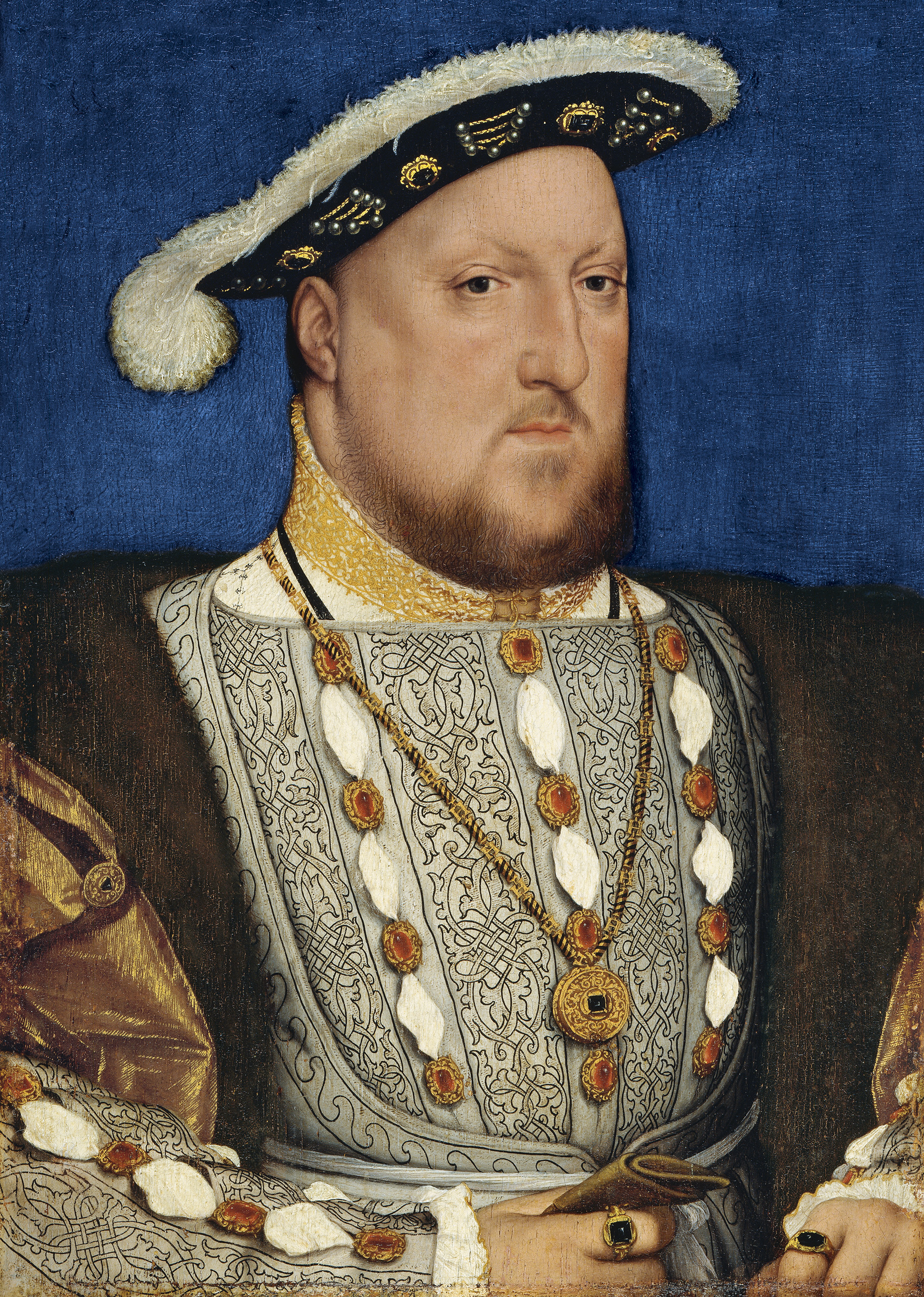
Jindřich VIII.

- 0109 – Římský císař Traianus slavnostně otevřel Aqua Traiana, akvadukt přivádějící vodu z jezera Bracciano, 40 km severovýchodně od Říma
- 0451 – Desátý zaznamenaný přelet Halleyho komety
- 0474 – Julius Nepos donutil římského uzurpátora Glyceria, aby se vzdal trůnu a prohlásil sám sebe za císaře Západořímské říše
- 0637 – Bitva o Moira mezi irským velekrálem a králi z Ulsteru a Dál Riata byla nejdelší bitva v irské historii
- 0843 – Vikingové zničili francouzské město Nantes
- 0888 – Západofranský král Odo poráží normanské vojsko v bitvě u Montfauconu mezi řekami Aisnou a Maasou poblíž Verdunu.
- 0972 – Bitva u Cedyně na řece Odře je první dokumentované vítězství polských vojsk: Měšek I. porazil lužického markraběte Odona I.
- 1128 – Portugalský kníže Alfons porazil armádu své matky a jejího milence v bitvě na São Mamede a chopil se vlády v Portugalsku.
- 1314 – Skotská armáda vedená Robertem Brucem porazila vojsko Eduarda II. v bitvě u Bannockburnu. Skotsko svým vítězstvím získalo zpět nezávislost.
- 1340 – Loďstvo anglického krále Eduarda III. rozdrtilo francouzskou flotu v bitvě u Sluys.
- 1374 – V německém Aachen (Cáchy) je zaznamenán první hromadný výskyt fenomenu: divoký, nekontrolovatelný tanec, doprovázený halucinacemi až do úplného vyčerpání
- 1497 – John Cabot přistál na pobřeží Severní Ameriky.
- 1509 – Jindřich VIII. korunován anglickým králem.
- 1527 – Švédský král Gustav svolal Diet of Wester aby zavedl protestantskou reformu náboženství ve Švédsku
- 1540 – Jindřich VIII. se rozvádí se svou čtvrtou ženou Annou de Cleves
- 1664 – Založena americká kolonie New Jersey.
- 1717 – V Londýně se sloučily čtyři zednářské lóže a vytvořily první zednářskou velelóži na světě.
- 1793 – Ve Francii přijata první republikánská ústava.
- 1812 – Napoleon zahájil invazi do Ruska.
- 1813 – Bylo vybojováno malé, ale enormně významné střetnutí britsko-americké války – bitva u Beaver Dams.
- 1821 – V bitvě u Carabobo porazil Simon Bolívar španělskou koloniální armádu.
- 1831 – Vypuklo v Kerestúre tzv. východoslovenské povstání rolníků.
- 1859 – V bitvě u Solferina, rozhodující bitvě druhé italské války za nezávislost, zvítězila vojska Francie a Sardinského království nad Rakouským císařstvím.
- 1894 – Italský anarchista Caserio spáchal atentát na francouzského prezidenta Sadiho Carnota, který následujícího dne podlehl svým zraněním.
- 1901 – Pablo Picasso poprvé vystavuje v Paříži v Ambroise Vollardově galerii.[1]
- 1910 – Japonská armáda vtrhla do Koreje.
- 1913 – Řecko a Srbsko ruší své spojenectví s Bulharskem.
- 1916 – Mary Pickfordová jako první filmová hvězda získává smlouvu v ceně milión dolarů.
- 1918 – Zahájeno bombardování Paříže kanónem Tlustá Berta.
- 1922 – Atentát na ministra zahraničí Výmarské republiky Walthera Rathenaua. Tři atentátníci jej zavraždili pistolemi a granáty v otevřeném voze v Berlíně.
- 1932 – Vojenský převrat v Siamu (Thajsko).
- 1948 – Po sovětské blokádě Západního Berlína začínají spojenci letecký most do odříznutého  Západního Berlína.

## Narození

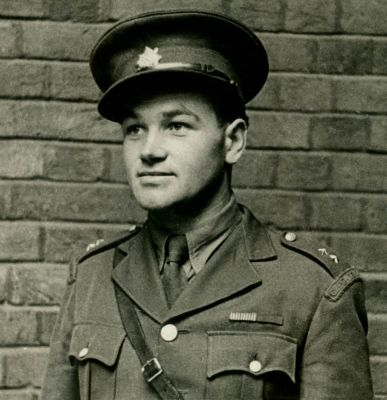
Jan Kubiš (* 1913)

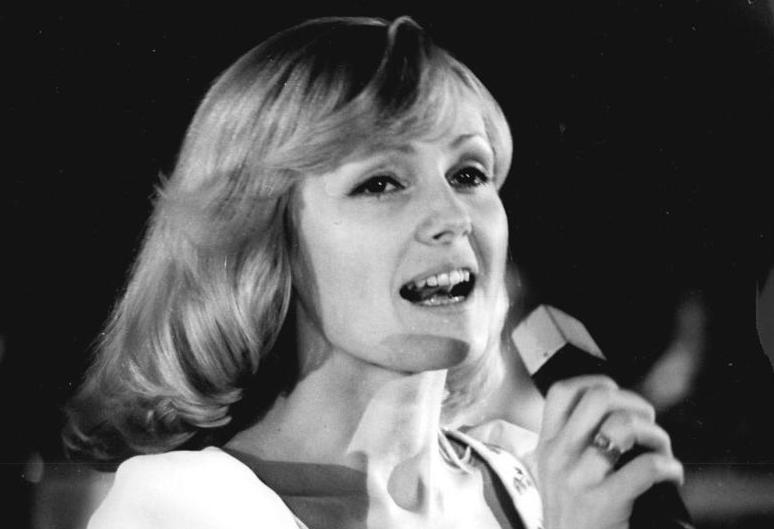
Helena Vondráčková (* 1947)

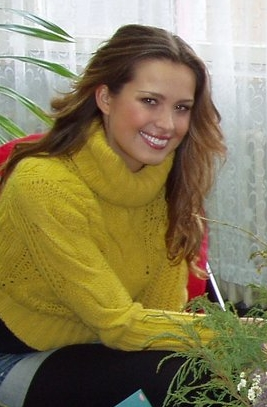
Petra Němcová (* 1979)

### Česko
- 1762 – Jan Pavel Veselý, houslista a hudební skladatel žijící v zahraničí († 1. června 1810)
- 1829 – Jan Kruliš, architekt a stavební podnikatel († 11. prosince 1903)
- 1846 – Hans Miksch, rakouský architekt českého původu († 14. května 1904)
- 1849 – Antonín Procházka, český sochař († 26. září 1903)
- 1854 – Konstantin Jireček, politik, diplomat a historik, zakladatel české balkanologie a byzantologie († 10. ledna 1918)
- 1855
  - Gustav Dörfl, básník a překladatel († 18. června 1902)
  - Jan Deyl, oční lékař, profesor UK, filantrop († 16. února 1924)
- 1862 – Karel Baxa, politik, právník, předseda československého ústavního soudu a dlouholetý starosta Prahy († 5. ledna 1938)
- 1869 – Jan Pauly, kněz, znalec církevního práva († 20. prosince 1944)
- 1873 – Kamil Nagy, nejvyšší představitel Českobratrské církve evangelické († 26. září 1939)
- 1874 – Max Dvořák, historik umění († 8. února 1921)
- 1879 – Jaroslav Kallab, právník, rektor Masarykovy univerzity († 10. února 1942)
- 1880 – Ladislav Kofránek, český sochař († 20. října 1954)
- 1885 – Karel Truksa, český architekt († ?)
- 1896 – František Vrba, český sbormistr a hudební skladatel († 22. prosince 1963)
- 1897
  - Jan Koutný, československý gymnasta, dvě stříbrné medaile LOH 1924 a 1928 († 18. července 1976)
  - Jindřich Schmidt, český rytec († 12. března 1984)
- 1899 – Anna Kreuzmannová, česká divadelní a filmová herečka († 20. července 1994)
- 1901 – Marie Podešvová, česká spisovatelka († 18. října 1994)
- 1902 – František Balada, český matematik († 13. července 1961)
- 1904
  - Jan Gillar, český funkcionalistický architekt († 7. května 1967)
  - Jan Knob, spisovatel († 29. dubna 1977)
- 1908 – Ladislav Báča, vlastivědný pracovník († 14. října 1991)
- 1912 – Augustin Podolák, biskup Starokatolické církve († 7. ledna 1991)
- 1913 – Jan Kubiš, voják, člen odboje, jeden z atentátníků na Reinharda Heydricha († 18. června 1942)
- 1920 – Jan Bula, kněz, oběť komunistického teroru († 20. května 1952)
- 1930 – Ilja Racek, herec († 2. srpna 2018)
- 1933 – František Vicena, český herec a divadelní pedagog († 15. října 1984)
- 1935 – Jiří Teml, český hudební skladatel a rozhlasový producent
- 1943 – Jan Sedlák, historik umění
- 1947 – Helena Vondráčková, zpěvačka
- 1951
  - Dagmar Lastovecká, soudkyně Ústavního soudu ČR
  - Alois Marhoul, básník, spisovatel
- 1963 – Alena Mornštajnová, spisovatelka a překladatelka
- 1967
  - Vojtěch Flégl, tenista
  - Honza Musil, moderátor
- 1979 – Petra Němcová, supermodelka
- 1981 – Jana Maláčová, politička
- 2002 – Jan Myšák, lední hokejista

### Svět

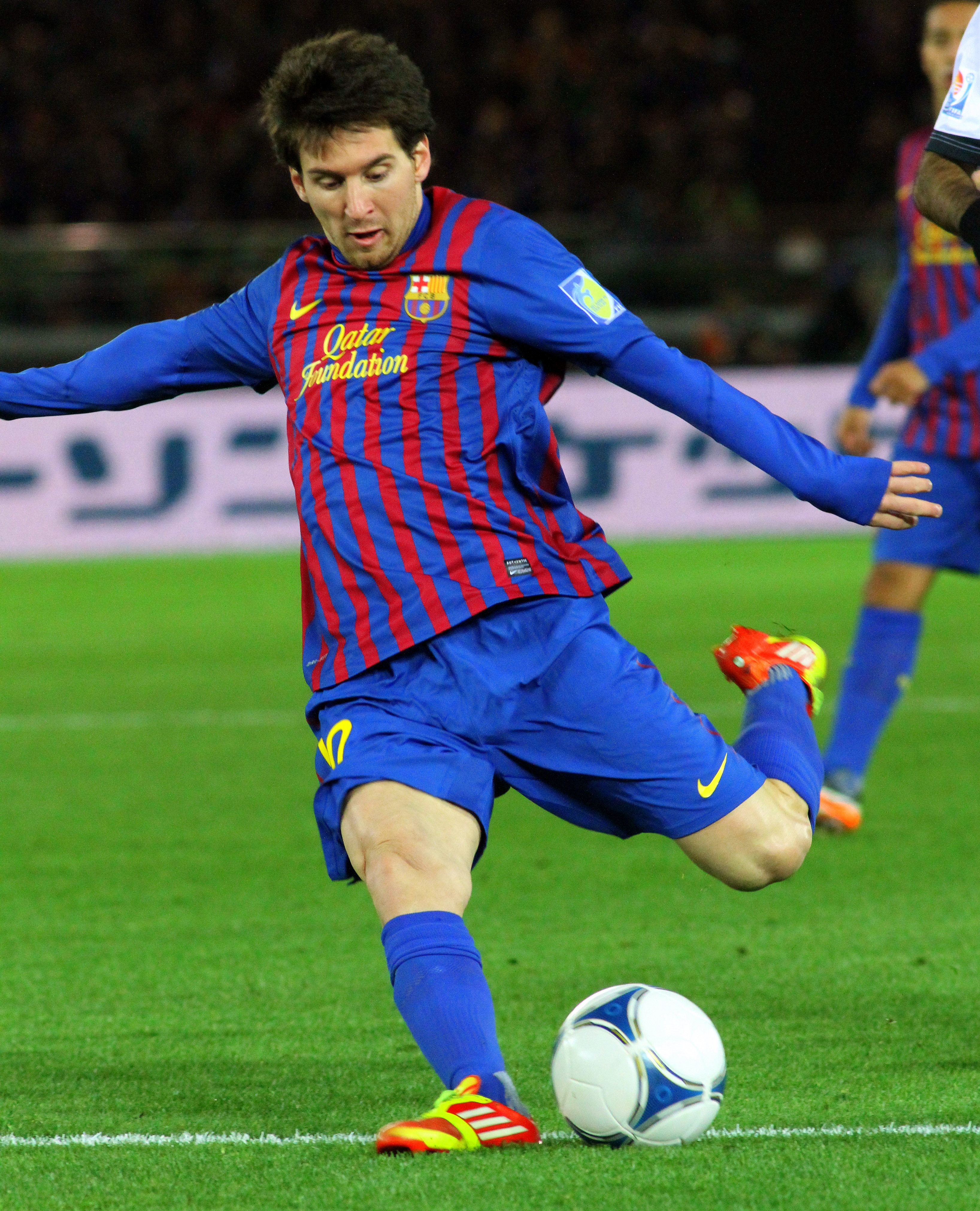
Lionel Messi (* 1987)

- 1322 – Johana Brabantská, brabantská a lucemburská vévodkyně († 1. listopadu 1406)
- 1343 – Johana Francouzská, navarrská královna († 3. listopadu 1373)
- 1386 – Jan Kapistrán, italský mnich, misionář a generální vikář řádu sv. Františka († 1456)
- 1465 – Isabella del Balzo, neapolská královna († 1533)
- 1504 – Johannes Mathesius, kněz, kronikář, matrikář († 7. října 1565)
- 1519 – Theodor Beza, francouzský reformační teolog († 13. října 1605)
- 1535 – Jana Španělská, rakouská arcivévodkyně a španělská infantka († 7. září 1573)
- 1542 – Jan od Kříže, španělský mystik, mnich řádu karmelitánů († 1591)
- 1630 – Henry Cavendish, 2. vévoda z Newcastle, anglický šlechtic a politik († 26. července 1691)
- 1686 – Jan Ferdinand Schor, rakouský malíř, inženýr a zahradní architekt působící v Čechách († 1767)
- 1695 – Martin van Meytens, švédský malíř († 23. března 1770)
- 1725 – John Newton, anglický kněz a skladatel křesťanských písní († 21. prosince 1807)
- 1730 – František Berchtold z Uherčic, první diecézní římskokatolický biskup banskobystrické diecéze († 14. srpna 1793)
- 1733 – Johann Ernst Basilius Wiedeburg, německý matematik, fyzik a astronom († 1. ledna 1789)
- 1740 – Juan Ignacio Molina, chilský kněz, jezuita a přírodovědec († 1829)
- 1774 – Karolína z Gloucesteru, britská princezna († 14. března 1775)
- 1777 – John Ross, britský cestovatel († 1856)
- 1783 – Johann Heinrich von Thünen, německý ekonom, geograf a velkostatkář († 1850)
- 1788 – Silvio Pellico, italský spisovatel a dramatik († 31. ledna 1854)
- 1795 – Ernst Heinrich Weber, německý lékař a experimentální psycholog († 26. ledna 1878)
- 1804 – Štefan Ladislav Endlicher, německý a rakouský botanik († 28. března 1849)
- 1820 – Joaquim Manuel de Macedo, brazilský spisovatel a politik († 11. dubna 1882)
- 1821 – Julius Lederer, rakouský entomolog († 30. dubna 1870)
- 1825
  - Alexandra Nikolajevna Romanovová, dcera ruského cara Mikuláše I. († 10. srpna 1892)
  - William Henry Smith, britský podnikatel a politik († 6. října 1891)
- 1836 – Harry Rosenbusch, německý geolog († 20. ledna 1914)
- 1842 – Ambrose Bierce americký novinář a spisovatel († po 26. prosinci 1913)
- 1843 – Johann Brotan, rakouský stavitel lokomotiv († 20. listopadu 1918)
- 1844 – Placido Riccardi, italský řeholník, blahoslavený katolické církve († 25. března 1915)
- 1850 – Horatio Kitchener, britský maršal a politik († 1916)
- 1852 – Victor Adler, rakouský sociálně demokratický politik († 11. listopadu 1918)
- 1857 – Viktor von Hochenburger, předlitavský ministr spravedlnosti († 9. srpna 1918)
- 1864 – Heinrich Wölfflin, švýcarský historik umění, psycholog umění a filozof umění († 1945)
- 1868 – Scipio Sighele, italský kriminolog († 21. října 1913)
- 1881
  - Grigorij Ivanovič Kotovskij, sovětský vojevůdce a komunistický politik († 6. srpna 1925)
  - Heinz Tietjen, německý dirigent a operní režisér († 30. listopadu 1967)
- 1883
  - Victor Franz Hess, rakousko-americký fyzik, držitel Nobelovy cenu za fyziku († 1964
  - Jean Metzinger, francouzský malíř († 3. listopadu 1956)
- 1887 – Frigyes Karinthy, maďarský spisovatel († 29. srpna 1938)
- 1888 – Gerrit Rietveld, nizozemský architekt a designér († 1964)
- 1895 – Anna Kafendová, slovenská klavírní umělkyně, hudební pedagožka a muzikoložka († 1977)
- 1898 – Pia Leśniewska, 2. generální představená Kongregace sester uršulinek Srdce Ježíše Umírajícího († 1. července 1993)
- 1899
  - Bruce Marshall, skotský spisovatel († 18. června 1987)
  - Henri Redon, francouzský chirurg († 1. června 1974)
  - Madelon Székely-Lulofsová, nizozemská spisovatelka († 22. května 1958)
- 1900 – Raphael Lemkin, polský právník († 28. srpna 1959)
- 1901 – Harry Partch, americký skladatel († 3. září 1974)
- 1905 – Boris Kalin, slovinský sochař († 22. května 1975)
- 1908 – Hugo Distler, německý hudební skladatel a varhaník († 1. listopadu 1942)
- 1911
  - Ernesto Sábato, argentinský spisovatel († 30. dubna 2011)
  - Juan Manuel Fangio, argentinský pilot Formule 1 († 1995)
- 1915 – Fred Hoyle, britský astronom a spisovatel († 2001)
- 1916
  - John Ciardi, americký básník († 30. března 1986)
  - Lidia Wysocka, polská herečka († 2. ledna 2006)
- 1923 – Yves Bonnefoy, francouzský básník
- 1925 – Masanori Tokita, japonský fotbalista († 5. března 2004)
- 1927 – Martin Lewis Perl, americký fyzik, nositel Nobelovy ceny
- 1928
  - Ivan Štraus, jihoslovanský architekt († 24. srpna 2018)
  - Branko Horvat, chorvatský ekonom, profesor a politik († 18. prosince 2003)
  - Oleg Malevič, ruský básník a překladatel († 13. června 2013)
- 1930
  - Ivan Slamnig, chorvatský spisovatel († 3. července 2001)
  - Claude Chabrol, francouzský filmový režisér, producent a scenárista († 12. září 2010)
- 1932 – George Gruntz, švýcarský klavírista († 10. ledna 2013)
- 1935 – Terry Riley, americký hudební skladatel
- 1936 – Paul L. Smith, americký herec († 25. dubna 2012)
- 1938
  - Abulfaz Elčibej, ázerbájdžánský politik († 22. srpna 2000)
  - Boris Lagutin, sovětský boxer, olympijský vítěz († 4. září 2022)
- 1941 – Julia Kristeva, bulharská spisovatelka, lingvistka, psychoanalytička
- 1942 – Arthur Brown, anglický rock and rollový hudebník
- 1944
  - Jeff Beck, anglický kytarista (The Yardbirds) († 10. ledna 2023)
  - Kathryn Laskyová, americká spisovatelka
  - Chris Wood, britský hudebník († 12. července 1983)
- 1945
  - Betty Stoveová, nizozemská tenistka
  - George Pataki, americký politik
- 1946 – Ellison Onizuka, americký astronaut († 28. ledna 1986)
- 1947
  - Mick Fleetwood, anglický hudebník (Fleetwood Mac)
  - Peter Weller, americký herec
- 1948 – Patrick Moraz, švýcarský rockový hráč na klávesové nástroje
- 1950
  - Mercedes Lackeyová, americká spisovatelka
  - László Tolcsvay, maďarský hudebník, skladatel a zpěvák
  - Ryszard Pawlowski, polský horolezec
- 1951 – Erika Rosenberg, argentinská spisovatelka
- 1953 – William E. Moerner, americký fyzikální chemik, Nobelova cena za chemii 2015
- 1954 – Mark Edmondson, australský tenista
- 1958 – Silvio Mondinelli, italský horolezec.
- 1961 – Iain Glen, skotský herec
- 1962 – Claudia Sheinbaumová, mexická fyzička a politička
- 1967 – Richard Kruspe, německý hudebník (Rammstein)
- 1970 – Bernardo Sassetti, portugalský klavírista a hudební skladatel († 10. května 2012)
- 1972 – Robbie McEwen, australský silniční cyklista
- 1973 – Jere Lehtinen, finský hokejista
- 1978 – Mikael Nilsson, švédský fotbalista
- 1983
  - Albert von Thurn und Taxis, německý podnikatel a automobilový závodník
  - Jasmin Moghbeliová, americká pilotka a astronautka
- 1986 – Solange Knowles, americká zpěvačka
- 1987
  - Lionel Messi, argentinský fotbalista
  - Pierre Vaultier. francouzský snowboardista, olympijský vítěz
- 1991 – Mutaz Essa Baršim, katarský atlet, skokan do výšky
- 1992 – Stuart Hogg, skotský ragbista
- 1993 – Stina Nilssonová, švédská běžkyně na lyžích a bývalá biatlonistka
- 1996
  - Edoardo Affini, italský silniční cyklista
  - Marc-Andrea Hüsler, švýcarský tenista
- 1999 – Darwin Núñez, uruguayský fotbalista
- 2001 – Antonio Tiberi, italský silniční cyklista
- 2004 – Erika Andrejevová, ruská tenistka

## Úmrtí

### Česko
- 1369 – Jošt I. z Rožmberka, šlechtic (* ?)
- 1877 – Jan Křtitel Drbohlav, kněz, skladatel, překladatel, pedagog, básník, teolog, historik (* 28. března 1811)
- 1879 – Franz Xaver Chwatal, klavírista a hudební skladatel (* 19. června 1808)
- 1915 – Karel Kamínek, český spisovatel (* 3. listopadu 1868)
- 1916 – František Antonín Zeman, učitel a spisovatel (* 4. května 1838)
- 1921 – Joseph Maria Koudelka, americký biskup českého původu (* 8. prosince 1852)
- 1926 – Jan Vejrych, český architekt (* 6. června 1856)
- 1927 – Gustav Adolf Jäger senior, český sudetoněmecký pletař (* 22. dubna 1851)
- 1936 – Josef Šáda, československý politik (* 4. března 1874)
- 1942 – Josef Páta, slavista, bulharista a sorabista (* 27. srpna 1886)
- 1957 – František Kupka, český malíř a grafik světového významu (* 23. září 1871)
- 1958 – Jindřich Ferenc, hudební skladatel a básník (* 17. června 1881)
- 1960 – František Vnouček, herec (* 27. prosince 1903)
- 1961 – Miloš Jirko, redaktor, básník, knihovník a překladatel (* 20. ledna 1900)
- 1970 – Eman Fiala, herec, režisér, hudební skladatel a hudebník (* 15. dubna 1899)
- 1974 – Václav Vilém Štech, historik umění (* 31. března 1885)
- 1976 – Bohuslav Březovský, spisovatel (* 25. listopadu 1912)
- 1983 – Zdeněk Trtík, teolog, děkan Husovy československé bohoslovecké fakulty (* 14. srpna 1914)
- 1986 – Otto Maria Stritzko, malíř, grafik a restaurátor (* 2. února 1908)
- 2001 – Karel Židek, varhaník, skladatel a dirigent (* 17. listopadu 1912)
- 2009 – Rudolf Rohlíček, ministr financí Československa (* 14. července 1929)
- 2010 – Ludmila Dušková, česká překladatelka (* 16. května 1932)

### Svět

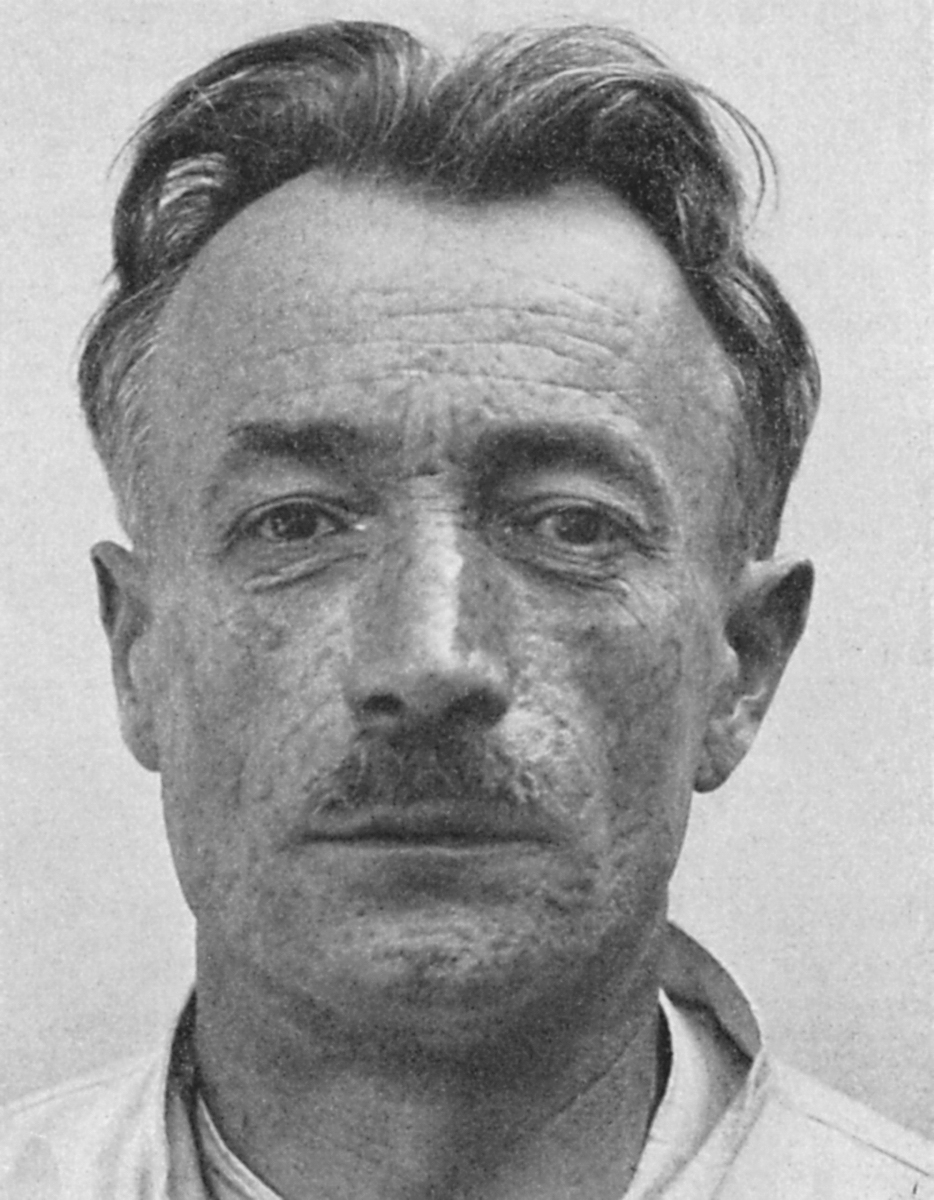
František Kupka († 1957)

- 1241 – Ivan Asen II., bulharský car (* okolo 1185)
- 1439 – Fridrich IV. Habsburský, vévoda tyrolský, čtvrtý syn rakouského vévody Leopolda III., zakladatel tzv. starší tyrolské větve Habsburků (* 1382)
- 1519 – Lucrezia Borgia, dcera kardinála Rodriga de Borja, pozdějšího papeže Alexandra VI. (* 18. dubna 1480)
- 1601 (nebo 9. září 1600) – Joris Hoefnagel, vlámský malíř (* 1542)
- 1637 – Nicolas-Claude Fabri de Peiresc, francouzský astronom, přírodovědec a sběratel starožitností (* 1. prosince 1580)
- 1707 – Kaspar von Stieler, německý učenec, jazykovědec a lexikograf (* 1632)
- 1768 – Marie Leszczyńská, francouzská královna jako manželka Ludvíka XV., dcera svrženého polského krále Stanislava Leszczyńského (* 1703)
- 1798
  - Rigas Feraios, řecký vlastenec a básník (* 1757)
  - Marie Kristina Habsbursko-Lotrinská, rakouská arcivévodkyně a provdaná sasko-těšínska vévodkyně, dcera Marie Terezie a císaře Františka I. Štěpána (* 1742)
- 1800 – Karl Joseph hrabě Hadik von Futak, rakouský vojevůdce (* 28. října 1756)
- 1835 – Tomás de Zumalacárregui, španělský generál (* 29. prosince 1788)
- 1843 – Johann Friedrich Kind, německý spisovatel (* 1768)
- 1860 – Jérôme Bonaparte, nejmladší bratr Napoleona Bonaparte a v letech 1807 – 1813 král vestfálský (* 1784)
- 1862 – Martin Van Buren, americký prezident (* 5. prosince 1782)
- 1880 – Jules Antoine Lissajous, francouzský matematik (* 1822)
- 1894 – Marie François Sadi Carnot, francouzský politik, prezident Francie (* 1837)
- 1904 – Richard Knill Freeman, britský architekt (* 1840)
- 1908 – Grover Cleveland, prezident USA (* 1837)
- 1922 – Walther Rathenau, ministr zahraničí Výmarské republiky (* 1867)
- 1935 – Carlos Gardel, argentinský zpěvák tanga (* 11. prosince 1890)
- 1937 – Władysław Długosz, polský podnikatel a politik (* 24. července 1864)
- 1943 – Frederick H. Evans, britský fotograf (* 26. června 1853)
- 1950 – Ivan Šmeljov, ruský spisovatel (* 3. října 1873)
- 1951 – Edmund Sparmann, rakouský letec a konstruktér (* 16. června 1888)
- 1963 – María Guadalupe García Zavala, mexická římskokatolická řeholnice a světice (* 27. dubna 1878)
- 1976 – Imogen Cunninghamová, americká fotografka (* 1883)
- 1978 – Mstislav Keldyš, sovětský vědec, matematik, fyzik a pedagog (* 10. února 1911)
- 1979 – István Örkény, maďarský dramatik a prozaik (* 5. dubna 1912)
- 1984 – Anton Popovič, slovenský literární historik a teoretik (* 27. července 1933)
- 1993 – Archie Williams, americký olympijský vítěz v běhu na 400 metrů z roku 1936 (* 1. května 1915)
- 2007 – Armand Maloumian, francouzský spisovatel (* 4. května 1928)
- 2008 – Leonid Hurwicz, americký ekonom a matematik, Nobelova cena 2007 (* 21. srpna 1917)
- 2010
  - Fred Anderson, americký saxofonista (* 22. března 1929)
  - Kazimierz Paździor, polský boxer, olympijský vítěz (* 4. března 1935)
- 2013 – Emilio Colombo, premiér Itálie (* 11. dubna 1920)
- 2021 – Noynoy Aquino, filipínský politik a exprezident (* 8. února 1960)

## Svátky

### Česko
- Jan
- Danuta
- Socialistický kalendář: Vyhlazení Ležáků (1942)

### Svět
- Římskokatolická církev: Slavnost Narození sv. Jana Křtitele
- Slovensko: Ján
- Kanada: Discovery Day (výročí Cabotova objevu roku 1497)
- Skotsko: Bannockburn Day (výročí vítězství z roku 1314)
- Peru: Den indiánů (Dia del Indio)
- Španělsko – Dia Onomastico
- Azory – Feriado Municipal Augra
- Venezuela – Carabobo Day – Den armády
- Zair – Den ústavy

Mytologie
- Římané slavili velký svátek Fors Fortuna (lat. Božstvo šťastné náhody Fortuna)

## Pranostiky

### Česko
- Na svatého Jana otvírá se létu brána.
- Na svatého Jana jahody do džbána!
- Od svatého Jana Křtitele běží slunce již k zimě.
- Od svatého Jana Křtitele běží slunce již k zimě a léto k horku.
- Svatý jen otvírá zimě zase dveře.
- Na svatého Jana noc nebývá žádná.
- O svatém Janu Křtiteli noc se na prahu prosedí.
- Na Jána jasně – vozí se seno krásně.
- Na Jána bez deště – bude pěkně ještě.
- O Janu-li sucho hostí, máme o žních mokra dosti.
- Když svatojánská muška pěkně se leskne a svítí,
bude počasí pěkné a můžeme do přírody na tanec jíti.
- Není-li ji však do svatého Jana viděti,
budeme v chladnu a dešti doma seděti.
- Panuje-li okolo svatého Jana jižní nebo jihozápadní vítr,
dlužno denně čekatí déšť,
neboť ten čas jsou plíště v horkém pásmu.
- Bylo-li počasí před Janem sychravé,
bude po Janu mírně pršlavé,
neboť svatý Jan chce mít svůj déšť.
- Před svatým Janem modli se o déšť, po něm přijde bez říkání.
- Déšť co před Janem jít váhá, po Janu se tím více zmáhá.
- Prší-li na Jana Křtitele, pršívá tři dny celé;
je-li bez deště, bude pěkně ještě.
- Prší-li ten den, prší celé tři dny;
je-li pěkně, potrvá pěkné počasí tři dny.
- Prší-li na svatého Jana, bude za čtyři dni pršet pršeti pořád a ořechy se nehrubě obrodí.
- Prší-li v den Jana Křtitele, louskáme červivé ořechy nesměle.
- Když prší na Jana Křtitele, prší pak čtyři neděle.
- Když na den 24. června prší, žně mokré následovati budou.
- Prší-li na den svatého Jana Křtitele, zkazí se ořechy.
- Déšť na svatého Jana Křtitele – nenasbíráš ořechů do věrtele.
- Prší-li v den svatého Jana Křtitele,
louskáme červivé ořechy nesměle.
- Svatý Jan co křestí, čtyřicet dní chřestí.
- Svatý Jan dešťů je přítel.
- Jak o svatém Janu Křtiteli, tak bude o Michaeli.
- Jaké počasí o Janu bývá, takové i Michal mívá.
- Čím dříve před svatým Janem hřiby rostou, tím dříve před Vánocemi sněží.
- O Janu-li kukačka kuká, pěkný čas sobě vykuká.
- Nekuká-li kukačka před svatým Janem, bude neúrodný rok.
- Kukačka-li se před svatým Janem ozývá, bude drahota.
- Kuká-li žežulka o svatém Janě, bude drahota.
- Kukačka po svatém Janu za kolik dní kuká,
za tolik grošů žito bude.
- Po svatém Janu Křtiteli žežulka kuká,
za kolik zlatých bude korec žita.
- Po svatém Janu kukačka věští, málo že můžeme čekati štěstí.
- Čím déle žežulka po Janu zpívá, tím dražší žito na trhu bývá.
- Po svatém Janu, za čtyři neděle kukačka se od nás odebere.
- Včelí roje, které padly před svatým Janem Křtitelem, jsou ty nejlepší.
- Roj včel, který vyšel před svatým Janem a okolo svatého Víta aneb Božího těla, jest nejlepší.
Ale ten, který vyjde po svatém Jáně, není tak dobrý.
- Roj, který se v máji rojí, za plnou fůru sena stojí,
ale o svatém Jáně ani za vodu ve džbáně.

| 24. červen v pražském KlementinuÚdaje jsou platné k 8. 7. 2025. | 24. červen v pražském KlementinuÚdaje jsou platné k 8. 7. 2025. | 24. červen v pražském KlementinuÚdaje jsou platné k 8. 7. 2025. |
| minimum                                                         | denní průměr                                                    | maximum                                                         |
| --------------------------------------------------------------- | --------------------------------------------------------------- | --------------------------------------------------------------- |
| 6,9 °C (1806)                                                   | 19,3 °C (od 1961)                                               | 33,5 °C (1930)                                                  |